# Élection présidentielle roumaine de 1992
L'élection présidentielle roumaine de 1992 s'est tenue les 27 septembre et 11 octobre 1992. Le président sortant Ion Iliescu est réélu pour un second mandat.

## Mode de scrutin
Le Président de la Roumanie est élu au scrutin uninominal majoritaire à deux tours pour un mandat de quatre ans renouvelable une seule fois. Est élu le candidat qui réunit la majorité absolue des suffrages du total des électeurs inscrits sur les listes électorales. A défaut, un second tour est organisé entre les deux candidats arrivés en tête, et celui recueillant le plus de suffrages est déclaré élu,.
Les résultats sont validés par la Cour constitutionnelle. Le président élu prête ensuite serment devant la Chambre des Députés et le Sénat, réunis en séance commune.

## Président
| Candidat                | Candidat               | Parti                                | Premier tour | Premier tour | Second tour | Second tour |
| Candidat                | Candidat               | Parti                                | Voix         | %            | Voix        | %           |
| ----------------------- | ---------------------- | ------------------------------------ | ------------ | ------------ | ----------- | ----------- |
|                         | Ion Iliescu            | Front démocratique du salut national | 5 633 465    | 47,2         | 7 393 429   | 61,4        |
|                         | Emil Constantinescu    | Convention démocratique roumaine     | 3 717 006    | 31,1         | 4 641 207   | 38,6        |
|                         | Gheorghe Funar         | Parti de l'unité nationale roumaine  | 1 294 388    | 10,8         |             |             |
|                         | Caius Traian Dragomir  | Indépendant                          | 564 655      | 4,7          |             |             |
|                         | Mircea Druc            | Mouvement écologiste de Roumanie     | 362 866      | 3,0          |             |             |
|                         | Ioan Mânzatu           | Parti républicain                    | 362 485      | 3,0          |             |             |
| Blancs et nuls          | Blancs et nuls         | Blancs et nuls                       | 597 565      | –            | 119 174     | –           |
| Total                   | Total                  | Total                                | 12 496 430   | 100          | 12 153 810  | 100         |
| Inscrits/participation  | Inscrits/participation | Inscrits/participation               | 16 380 663   | 76,3         | 16 597 508  | 73,2        |
| Source: Nohlen & Stöver |                        |                                      |              |              |             |             |